# Giulia Gwinn
Giulia Ronja Gwinn (Ailingen, 2 luglio 1999) è una calciatrice tedesca, centrocampista del Bayern Monaco e della nazionale tedesca.

## Carriera

### Club

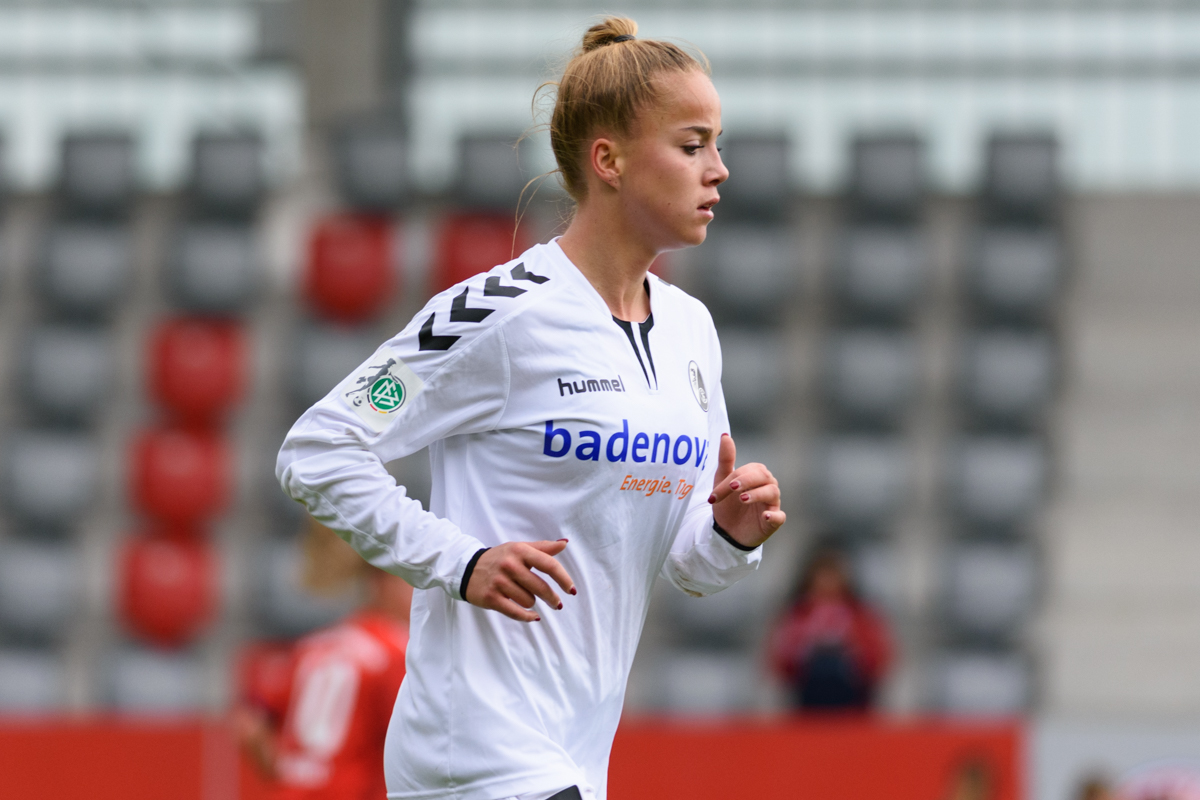
Giulia Gwinn con la maglia del Friburgo nel maggio 2019.

Giulia Gwinn ha iniziato a giocare a calcio a circa 8 anni, inizialmente al TSG Ailingen, società del paese dove viveva, e poi nel VfB Friedrichshafen. Nel 2009 venne mandata in prestito al FV Ravensburg, dove giocò fino al 2014 in squadre miste. Per la stagione 2014-15 andò a giocare al SV Weingarten, continuando a giocare in una squadra mista nel campionato giovanile maschile.
Nell'estate 2015 si trasferì al Friburgo. Nella stagione 2015-16 giocò nel settore giovanile del Friburgo, ma venne anche convocata in prima squadra in diverse occasioni, collezionando 10 presenze e 2 reti in Frauen-Bundesliga, la massima serie del campionato tedesco. Fece il suo esordio in Frauen-Bundesliga il 13 settembre 2015 nella partita vinta 6-1 sul Colonia, valida per la terza giornata di campionato. Il 6 dicembre successivo realizzò la sua prima rete in campionato in un'altra vittoria per 6-1 sul Bayer Leverkusen. Ha giocato per il Friburgo per quattro stagioni consecutive, cumulando in campionato 71 presenze e 22 reti.
Il 25 febbraio 2019 ha firmato un contratto per il trasferimento al Bayern Monaco per la stagione 2019-20. Col Bayern ha anche fatto il suo esordio in UEFA Women's Champions League. Per il 2019 venne premiata come migliore calciatrice dell'anno nel campionato tedesco. Ha saltato quasi tutta la stagione 2020-21 dopo essersi lesionata il legamento crociato anteriore del ginocchio destro in nazionale nella partita del 19 settembre 2020 contro l'Irlanda. Ha fatto il suo ritorno in campo in una partita ufficiale il 29 agosto 2021 in occasione della prima giornata di campionato.
Il 4 settembre 2024 viene inserita nella lista delle trenta candidate al Pallone d'Oro femminile.

### Nazionale

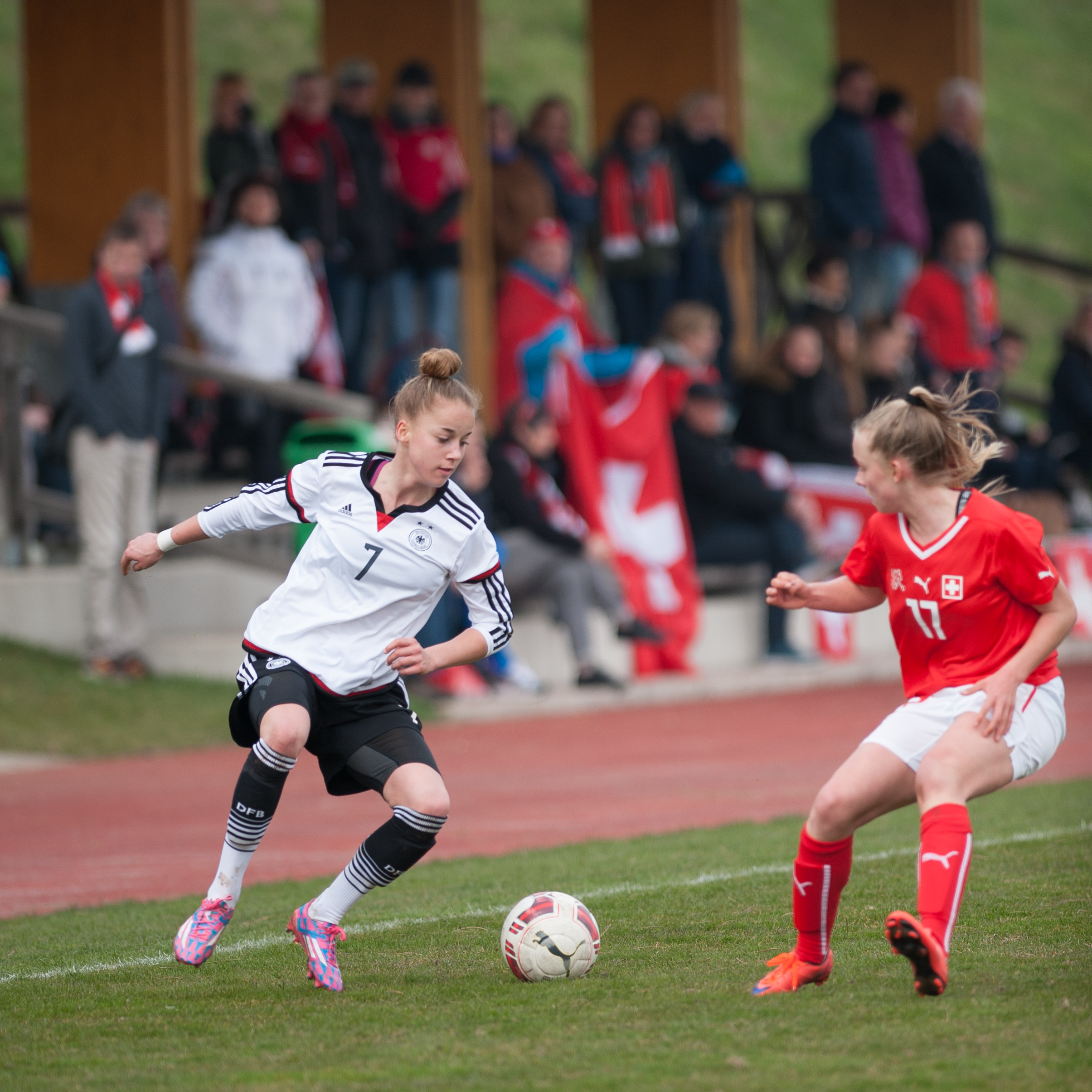
Giulia Gwinn in azione con la maglia della nazionale tedesca nel marzo 2016 nelle qualificazioni al campionato europeo Under-17.

Giulia Gwinn ha fatto parte di diverse selezioni giovanili della Germania, sin dall'età di 13 anni nel novembre 2012 quando venne convocata da Bettina Wiegmann per una sessione di allenamento della selezione under 15. Con la nazionale under 17 ha preso parte a due campionati europei di categoria, nel 2015 e nel 2016. Nel 2015 la Germania venne sconfitta in semifinale dalla Svizzera, ma Gwinn si mise in evidenza con la sua velocità come ala sinistra e per il suo impatto sull'attacco tedesco. Nel 2016 la Germania vinse il campionato europeo under 17 e Gwinn fu tra le rigoriste nella finale vinta sulla Spagna ai tiri di rigore. Sempre con la nazionale under 17 partecipò al campionato mondiale 2016, segnando tre reti, una in ciascuna partita della fase a gironi; la Germania venne poi eliminata ai quarti di finale dalla Spagna. Nel 2017 giocò la fase finale del campionato europeo con la nazionale under 19, mentre l'anno seguente giocò la fase finale del campionato mondiale con la nazionale under 20.
Ha fatto il suo esordio con la nazionale maggiore il 24 novembre 2017, scendendo in campo al posto di Tabea Kemme nei minuti finali dell'amichevole vinta 4-0 contro la Francia. Un anno dopo, il 10 novembre 2018 ha segnato la sua prima rete in nazionale nell'amichevole vinta 5-2 contro l'Italia. È stata poi inserita dalla selezionatrice Martina Voss-Tecklenburg nella rosa della nazionale tedesca che ha preso parte al campionato mondiale 2019. Ha giocato da titolare tutte e cinque le partite disputate dalla Germania, eliminata ai quarti di finale, realizzando la rete nella partita d'esordio grazie alla quale le tedesche superarono 1-0 la Cina. Al termine del torneo è stata premiata come migliore giovane calciatrice (FIFA Young Player Award).
Il 19 settembre 2020 ha subito la lesione del legamento crociato anteriore del ginocchio destro nel primo tempo della partita contro l'Irlanda, valida per le qualificazioni al campionato europeo 2022. Rimasta lontana dai campi quasi un anno, è tornata a giocare con la maglia della nazionale il 21 ottobre 2021 in occasione della partita vinta 1-0 in Israele e valida per le qualificazioni al campionato mondiale 2023.

## Statistiche

### Presenze e reti nei club
Statistiche aggiornate al 3 giugno 2025.
| Stagione             | Squadra              | Campionato           | Campionato | Campionato | Coppe nazionali | Coppe nazionali | Coppe nazionali | Coppe continentali | Coppe continentali | Coppe continentali | Altre coppe | Altre coppe | Altre coppe | Totale | Totale |
| Stagione             | Squadra              | Comp                 | Pres       | Reti       | Comp            | Pres            | Reti            | Comp               | Pres               | Reti               | Comp        | Pres        | Reti        | Pres   | Reti   |
| -------------------- | -------------------- | -------------------- | ---------- | ---------- | --------------- | --------------- | --------------- | ------------------ | ------------------ | ------------------ | ----------- | ----------- | ----------- | ------ | ------ |
| 2015-2016            | Friburgo             | FB                   | 10         | 2          | CG              | 3               | 2               | -                  | -                  | -                  | -           | -           | -           | 13     | 4      |
| 2016-2017            | Friburgo             | FB                   | 20         | 5          | CG              | 3               | 0               | -                  | -                  | -                  | -           | -           | -           | 23     | 5      |
| 2017-2018            | Friburgo             | FB                   | 19         | 7          | CG              | 2               | 0               | -                  | -                  | -                  | -           | -           | -           | 21     | 7      |
| 2018-2019            | Friburgo             | FB                   | 22         | 8          | CG              | 4               | 5               | -                  | -                  | -                  | -           | -           | -           | 26     | 13     |
| Totale Friburgo      | Totale Friburgo      | Totale Friburgo      | 71         | 22         | -               | 12              | 7               | -                  | -                  | -                  | -           | -           | -           | 83     | 29     |
| 2019-2020            | Bayern Monaco        | FB                   | 14         | 1          | CG              | -               | -               | UWCL               | 3                  | 0                  | -           | -           | -           | 17     | 1      |
| 2020-2021            | Bayern Monaco        | FB                   | 2          | 0          | CG              | -               | -               | UWCL               | -                  | -                  | -           | -           | -           | 2      | 0      |
| 2021-2022            | Bayern Monaco        | FB                   | 20         | 5          | CG              | 4               | 1               | UWCL               | 7                  | 1                  | -           | -           | -           | 31     | 7      |
| 2022-2023            | Bayern Monaco        | FB                   | 3          | 1          | CG              | 2               | 0               | UWCL               | 1                  | 1                  | -           | -           | -           | 6      | 2      |
| 2023-2024            | Bayern Monaco        | FB                   | 19         | 3          | CG              | 3               | 0               | UWCL               | 6                  | 1                  | -           | -           | -           | 28     | 4      |
| 2024-2025            | Bayern Monaco        | BL                   | 19         | 0          | CG              | 4               | 1               | UWCL               | 8                  | 1                  | ST          | 1           | 0           | 32     | 2      |
| Totale Bayern Monaco | Totale Bayern Monaco | Totale Bayern Monaco | 77         | 10         | -               | 13              | 2               | -                  | 25                 | 4                  | -           | 1           | 0           | 116    | 16     |
| Totale carriera      | Totale carriera      | Totale carriera      | 148        | 32         | -               | 25              | 9               | -                  | 25                 | 4                  | -           | 1           | 0           | 199    | 45     |

### Cronologia presenze e reti in nazionale
| Cronologia completa delle presenze e delle reti in nazionale ― Germania | Cronologia completa delle presenze e delle reti in nazionale ― Germania | Cronologia completa delle presenze e delle reti in nazionale ― Germania | Cronologia completa delle presenze e delle reti in nazionale ― Germania | Cronologia completa delle presenze e delle reti in nazionale ― Germania | Cronologia completa delle presenze e delle reti in nazionale ― Germania | Cronologia completa delle presenze e delle reti in nazionale ― Germania | Cronologia completa delle presenze e delle reti in nazionale ― Germania |
| Data                                                                    | Città                                                                   | In casa                                                                 | Risultato                                                               | Ospiti                                                                  | Competizione                                                            | Reti                                                                    | Note                                                                    |
| ----------------------------------------------------------------------- | ----------------------------------------------------------------------- | ----------------------------------------------------------------------- | ----------------------------------------------------------------------- | ----------------------------------------------------------------------- | ----------------------------------------------------------------------- | ----------------------------------------------------------------------- | ----------------------------------------------------------------------- |
| 24-11-2017                                                              | Bielefeld                                                               | Germania                                                                | 4 – 0                                                                   | Francia                                                                 | Amichevole                                                              | -                                                                       | 78’                                                                     |
| 6-10-2018                                                               | Essen                                                                   | Germania                                                                | 3 – 1                                                                   | Austria                                                                 | Amichevole                                                              | -                                                                       | 76’                                                                     |
| 10-11-2018                                                              | Osnabrück                                                               | Germania                                                                | 5 – 2                                                                   | Italia                                                                  | Amichevole                                                              | 1                                                                       | 71’                                                                     |
| 13-11-2018                                                              | Erfurt                                                                  | Germania                                                                | 0 – 0                                                                   | Spagna                                                                  | Amichevole                                                              | -                                                                       |                                                                         |
| 28-2-2019                                                               | Laval                                                                   | Francia                                                                 | 0 – 1                                                                   | Germania                                                                | Amichevole                                                              | -                                                                       | 61’ 81’                                                                 |
| 6-4-2019                                                                | Solna                                                                   | Svezia                                                                  | 1 – 2                                                                   | Germania                                                                | Amichevole                                                              | -                                                                       | 76’                                                                     |
| 9-4-2019                                                                | Paderborn                                                               | Germania                                                                | 2 – 2                                                                   | Giappone                                                                | Amichevole                                                              | -                                                                       |                                                                         |
| 30-5-2019                                                               | Ratisbona                                                               | Germania                                                                | 2 – 0                                                                   | Cile                                                                    | Amichevole                                                              | -                                                                       | 36’ 70’                                                                 |
| 8-6-2019                                                                | Rennes                                                                  | Germania                                                                | 1 – 0                                                                   | Cina                                                                    | Mondiali 2019 - Fase a gironi                                           | 1                                                                       |                                                                         |
| 12-6-2019                                                               | Valenciennes                                                            | Germania                                                                | 1 – 0                                                                   | Spagna                                                                  | Mondiali 2019 - Fase a gironi                                           | -                                                                       |                                                                         |
| 17-6-2019                                                               | Montpellier                                                             | Sudafrica                                                               | 0 – 4                                                                   | Germania                                                                | Mondiali 2019 - Fase a gironi                                           | -                                                                       |                                                                         |
| 22-6-2019                                                               | Grenoble                                                                | Germania                                                                | 3 – 0                                                                   | Nigeria                                                                 | Mondiali 2019 - Ottavi di finale                                        | -                                                                       |                                                                         |
| 29-6-2019                                                               | Rennes                                                                  | Germania                                                                | 1 – 2                                                                   | Svezia                                                                  | Mondiali 2019 - Quarti di finale                                        | -                                                                       |                                                                         |
| 31-8-2019                                                               | Kassel                                                                  | Germania                                                                | 10 – 0                                                                  | Montenegro                                                              | Qual. Euro 2022                                                         | -                                                                       | 61’                                                                     |
| 3-9-2019                                                                | Leopoli                                                                 | Ucraina                                                                 | 0 – 8                                                                   | Germania                                                                | Qual. Euro 2022                                                         | -                                                                       | 61’                                                                     |
| 5-10-2019                                                               | Aquisgrana                                                              | Germania                                                                | 8 – 0                                                                   | Ucraina                                                                 | Qual. Euro 2022                                                         | 1                                                                       | 56’                                                                     |
| 8-10-2019                                                               | Salonicco                                                               | Grecia                                                                  | 0 – 5                                                                   | Germania                                                                | Qual. Euro 2022                                                         | -                                                                       | 63’                                                                     |
| 4-3-2020                                                                | Faro                                                                    | Germania                                                                | 1 – 0                                                                   | Svezia                                                                  | Algarve Cup 2020                                                        | -                                                                       |                                                                         |
| 19-9-2020                                                               | Essen                                                                   | Germania                                                                | 3 – 0                                                                   | Irlanda                                                                 | Qual. Euro 2022                                                         | -                                                                       | 35’                                                                     |
| 21-10-2021                                                              | Petah Tiqwa                                                             | Israele                                                                 | 0 – 1                                                                   | Germania                                                                | Qual. Mondiali 2023                                                     | -                                                                       | 62’                                                                     |
| 30-11-2021                                                              | Faro                                                                    | Portogallo                                                              | 1 – 3                                                                   | Germania                                                                | Qual. Mondiali 2023                                                     | -                                                                       |                                                                         |
| 17-2-2022                                                               | Middlesbrough                                                           | Germania                                                                | 1 – 1                                                                   | Spagna                                                                  | Arnold Clark Cup 2022                                                   | -                                                                       |                                                                         |
| 20-2-2022                                                               | Norwich                                                                 | Canada                                                                  | 1 – 0                                                                   | Germania                                                                | Arnold Clark Cup 2022                                                   | -                                                                       | 61’                                                                     |
| 23-2-2022                                                               | Wolverhampton                                                           | Inghilterra                                                             | 3 – 1                                                                   | Germania                                                                | Arnold Clark Cup 2022                                                   | -                                                                       |                                                                         |
| 9-4-2022                                                                | Bielefeld                                                               | Germania                                                                | 3 – 0                                                                   | Portogallo                                                              | Qual. Mondiali 2023                                                     | -                                                                       | 86’                                                                     |
| 12-4-2022                                                               | Stara Pazova                                                            | Serbia                                                                  | 3 – 2                                                                   | Germania                                                                | Qual. Mondiali 2023                                                     | -                                                                       |                                                                         |
| 24-6-2022                                                               | Erfurt                                                                  | Germania                                                                | 7 – 0                                                                   | Svizzera                                                                | Amichevole                                                              | -                                                                       | 59’                                                                     |
| 8-7-2022                                                                | Brentford                                                               | Germania                                                                | 4 – 0                                                                   | Danimarca                                                               | Euro 2022 - Fase a gironi                                               | -                                                                       |                                                                         |
| 12-7-2022                                                               | Brentford                                                               | Germania                                                                | 2 – 0                                                                   | Spagna                                                                  | Euro 2022 - Fase a gironi                                               | -                                                                       |                                                                         |
| 16-7-2022                                                               | Milton Keynes                                                           | Finlandia                                                               | 0 – 3                                                                   | Germania                                                                | Euro 2022 - Fase a gironi                                               | -                                                                       | 46’                                                                     |
| 21-7-2022                                                               | Brentford                                                               | Germania                                                                | 2 – 0                                                                   | Austria                                                                 | Euro 2022 - Quarti di finale                                            | -                                                                       |                                                                         |
| 27-7-2022                                                               | Milton Keynes                                                           | Germania                                                                | 2 – 1                                                                   | Francia                                                                 | Euro 2022 - Semifinali                                                  | -                                                                       | 74’                                                                     |
| 31-7-2022                                                               | Londra                                                                  | Inghilterra                                                             | 2 – 1 dts                                                               | Germania                                                                | Euro 2022 - Finale                                                      | -                                                                       |                                                                         |
| 22-9-2023                                                               | Viborg                                                                  | Danimarca                                                               | 2 – 0                                                                   | Germania                                                                | UEFA Women's Nations League 2023-2024                                   | -                                                                       | 46’                                                                     |
| 26-9-2023                                                               | Bochum                                                                  | Germania                                                                | 4 – 0                                                                   | Islanda                                                                 | UEFA Women's Nations League 2023-2024                                   | 1                                                                       | 62’                                                                     |
| 27-10-2023                                                              | Sinsheim                                                                | Germania                                                                | 5 – 1                                                                   | Galles                                                                  | UEFA Women's Nations League 2023-2024                                   | 1                                                                       |                                                                         |
| 31-10-2023                                                              | Reykjavík                                                               | Islanda                                                                 | 0 – 2                                                                   | Germania                                                                | UEFA Women's Nations League 2023-2024                                   | 1                                                                       |                                                                         |
| 1-12-2023                                                               | Rostock                                                                 | Germania                                                                | 3 – 0                                                                   | Danimarca                                                               | UEFA Women's Nations League 2023-2024                                   | -                                                                       | 87’                                                                     |
| 5-12-2023                                                               | Swansea                                                                 | Galles                                                                  | 0 – 0                                                                   | Germania                                                                | UEFA Women's Nations League 2023-2024                                   | -                                                                       | 46’                                                                     |
| 23-2-2024                                                               | Décines-Charpieu                                                        | Francia                                                                 | 2 – 1                                                                   | Germania                                                                | UEFA Women's Nations League 2023-2024                                   | 1                                                                       |                                                                         |
| 28-2-2024                                                               | Heerenveen                                                              | Paesi Bassi                                                             | 0 – 2                                                                   | Germania                                                                | UEFA Women's Nations League 2023-2024                                   | -                                                                       | 94’                                                                     |
| 5-4-2024                                                                | Linz                                                                    | Austria                                                                 | 2 – 3                                                                   | Germania                                                                | Qual. Euro 2025                                                         | 1                                                                       |                                                                         |
| 9-4-2024                                                                | Aquisgrana                                                              | Germania                                                                | 3 – 1                                                                   | Islanda                                                                 | Qual. Euro 2025                                                         | -                                                                       | 92’                                                                     |
| 31-5-2024                                                               | Rostock                                                                 | Germania                                                                | 4 – 1                                                                   | Polonia                                                                 | Qual. Euro 2025                                                         | 2                                                                       |                                                                         |
| 4-6-2024                                                                | Gdynia                                                                  | Polonia                                                                 | 1 – 3                                                                   | Germania                                                                | Qual. Euro 2025                                                         | -                                                                       | 46’                                                                     |
| 12-7-2024                                                               | Reykjavík                                                               | Islanda                                                                 | 3 – 0                                                                   | Germania                                                                | Qual. Euro 2025                                                         | -                                                                       |                                                                         |
| 16-7-2024                                                               | Hannover                                                                | Germania                                                                | 4 – 0                                                                   | Austria                                                                 | Qual. Euro 2025                                                         | -                                                                       |                                                                         |
| 25-7-2024                                                               | Marsiglia                                                               | Germania                                                                | 3 – 0                                                                   | Australia                                                               | Olimpiadi 2024                                                          | -                                                                       |                                                                         |
| 28-7-2024                                                               | Marsiglia                                                               | Stati Uniti                                                             | 4 – 1                                                                   | Germania                                                                | Olimpiadi 2024                                                          | 1                                                                       |                                                                         |
| 31-7-2024                                                               | Saint-Étienne                                                           | Zambia                                                                  | 1 – 4                                                                   | Germania                                                                | Olimpiadi 2024                                                          | -                                                                       |                                                                         |
| 3-8-2024                                                                | Marsiglia                                                               | Canada                                                                  | 0 – 0 dts (2-4 dtr)                                                     | Germania                                                                | Olimpiadi 2024                                                          | -                                                                       | 107’                                                                    |
| 6-8-2024                                                                | Décines-Charpieu                                                        | Stati Uniti                                                             | 1 – 0 dts                                                               | Germania                                                                | Olimpiadi 2024                                                          | -                                                                       |                                                                         |
| 9-8-2024                                                                | Décines-Charpieu                                                        | Spagna                                                                  | 0 – 1                                                                   | Germania                                                                | Olimpiadi 2024                                                          | 1                                                                       | 96’                                                                     |
| 25-10-2024                                                              | Londra                                                                  | Inghilterra                                                             | 3 – 4                                                                   | Germania                                                                | Amichevole                                                              | 2                                                                       | 63’                                                                     |
| 28-10-2024                                                              | Duisburg                                                                | Germania                                                                | 1 – 2                                                                   | Australia                                                               | Amichevole                                                              | -                                                                       | 58’                                                                     |
| 29-11-2024                                                              | Zurigo                                                                  | Svizzera                                                                | 0 – 6                                                                   | Germania                                                                | Amichevole                                                              | -                                                                       | Cap. 46’                                                                |
| 2-12-2024                                                               | Bochum                                                                  | Germania                                                                | 1 – 2                                                                   | Italia                                                                  | Amichevole                                                              | -                                                                       | Cap. 87’                                                                |
| 21-2-2025                                                               | Breda                                                                   | Paesi Bassi                                                             | 2 – 2                                                                   | Germania                                                                | UEFA Women's Nations League 2025 - 1° turno                             | -                                                                       | Cap.                                                                    |
| 25-2-2025                                                               | Norimberga                                                              | Germania                                                                | 4 – 1                                                                   | Austria                                                                 | UEFA Women's Nations League 2025 - 1° turno                             | -                                                                       | Cap.                                                                    |
| 4-4-2025                                                                | Dundee                                                                  | Scozia                                                                  | 0 – 4                                                                   | Germania                                                                | UEFA Women's Nations League 2025 - 1° turno                             | -                                                                       | Cap.                                                                    |
| 8-4-2025                                                                | Wolfsburg                                                               | Germania                                                                | 6 – 1                                                                   | Scozia                                                                  | UEFA Women's Nations League 2025 - 1° turno                             | -                                                                       | Cap. 80’                                                                |
| 30-5-2025                                                               | Ahlen                                                                   | Germania                                                                | 4 – 0                                                                   | Paesi Bassi                                                             | UEFA Women's Nations League 2025 - 1° turno                             | -                                                                       | Cap. 81’                                                                |
| 3-6-2025                                                                | Vienna                                                                  | Austria                                                                 | 0 – 6                                                                   | Germania                                                                | UEFA Women's Nations League 2025 - 1° turno                             | -                                                                       | Cap. 46’                                                                |
| 4-7-2025                                                                | San Gallo                                                               | Germania                                                                | 2 – 0                                                                   | Polonia                                                                 | Euro 2025 - 1° turno                                                    | -                                                                       | Cap. 40’                                                                |
| Totale                                                                  |                                                                         | Presenze                                                                | 64                                                                      |                                                                         | Reti                                                                    | 14                                                                      |                                                                         |

## Palmarès

### Club
- Campionato tedesco: 3

Bayern Monaco: 2020-2021, 2022-2023, 2023-2024
- Supercoppa di Germania: 1

Bayern Monaco: 2024

### Nazionale
- Bronzo olimpico: 1

Parigi 2024
- Campionato d'Europa under 17: 1

2016

### Individuale
- Migliore giovane calciatrice al campionato mondiale: 1

Francia 2019
- Calciatrice dell'anno in Germania: 1

2019